# Egy cica, két cica
Az Egy cica, két cica című csárdás Dankó Pista szerzeménye. A szegedi Hungária kávéházban mutatta be, ahol többen – köztük Pósa Lajos és Gárdonyi Géza – két napon át mulatozással és tánccal ünnepelték a dalt.
Feldolgozás:
| Szerző        | Mire          | Mű                   |
| ------------- | ------------- | -------------------- |
| Farkas Ferenc | ének, zongora | 50 csárdás, 3. kotta |

## Kotta és dallam
Egy cica, két cica, száz cica, jaj, kergeti az icipici egeret.

Kis Teca, nagy Teca, Katica, haj, nem szeret mást, csak egyedül engemet.

Jaj, de szép kis állat a cica, a cica, hej, de még szebb lány a Katica, Katica.

Egy cica, két cica, száz cica, haj, megfogta az icipici egeret.

## Felvételek
- Egy cica, két cica. Bojtor Imre  YouTube (1977. április 20.)  (Hozzáférés: 2017. január 17.) (audió)
- Egy cica, két cica (One Pussycat, Two Pussycats). Jákó Vera  YouTube (2012. november 23.)  (Hozzáférés: 2017. január 17.) (audió)
- Egy cica, két cica, Katica. Németh Marika  YouTube (2014. december 13.)  (Hozzáférés: 2017. január 17.) videó.
- Egy cica-két cica. ifj. Sánta Ferenc és a Magyar Nemzeti Cigányzenekar  YouTube (2013. október 11.)  (Hozzáférés: 2017. január 17.) (audió)
- KerekMese:  Egy cica, két cica rajzfilmes gyerekdal. KerekMese  kerekmese.hu (2020. augusztus 26.)  (Hozzáférés: 2020. augusztus 26.) (videó)